# Llista de l'art públic de les Corts
Llista de l'art públic del districte de les Corts (Barcelona) inclòs en el catàleg raonat d'art públic editat per l'Ajuntament de Barcelona i la Universitat de Barcelona.
| Títol                                                                                                   | Descripció | Autor/Data | Material                                                        | Localització | Codi          | Imatge |
| --- | --- | --- | --------------------------------------------------------------- | --- | ------------- | --- |
| Sense títol, Planeta                                                                                    | Promotor: Editorial Planeta | Escultor: Josep Maria Subirachs, signada 1975; des del 2003 en aquest emplaçament | pedra, acer i alumini                                           | Av. Diagonal, 662-664 41° 23′ 21″ N, 2° 07′ 41″ E / 41.38913°N,2.12811°E                                                            | 08019/2925-1  | Planeta (Josep Maria Subirachs) · Vegeu més fotos d'aquesta obra · Carregueu una nova foto d'aquesta obra                               |
| Als Caiguts (desaparegut)                                                                               | | Escultor: Josep Clarà Arquitectes: Adolf Florensa, Josep Vilaseca 1953, trasllat de l'escultura al MNAC 2001, enderrocament del monument 2005                                                                                               | marbre blanc, columnata de granit gris                          | Av. Diagonal (davant del Palau Reial) 41° 23′ 08″ N, 2° 07′ 08″ E / 41.38568°N,2.11878°E                                            | 08019/4001-1  | Carregueu una nova foto d'aquesta obra                                                                                                  |
| Al doctor Martí i Julià                                                                                 | | Escultor: Josep Dunyach Placa: Josep Ricart i Maymir 1936, nova dedicatòria de 1978 | pedra calcària sobre pedestal de pedra amb placa de bronze      | Pl. Reina Maria Cristina 41° 23′ 20″ N, 2° 07′ 39″ E / 41.38878°N,2.12737°E                                                         | 08019/4002-1  | Al doctor Martí i Julià (Josep Dunyach) · Vegeu més fotos d'aquesta obra · Carregueu una nova foto d'aquesta obra                       |
| A Francesc Matheu                                                                                       | | Escultora: Eulàlia Fàbregas de Sentmenat, signada 1968 | marbre blanc sobre pedestal de granit                           | Av. Diagonal, 696 41° 23′ 05″ N, 2° 06′ 41″ E / 41.38462°N,2.11149°E                                                                | 08019/4003-1  | A Francesc Matheu (Eulàlia Fàbregas de Sentmenat) · Vegeu més fotos d'aquesta obra · Carregueu una nova foto d'aquesta obra             |
| Serenitat, Commemoració dels 25 anys de la pau franquista, coneguda també com La xata o Dona agenollada | | Escultora: Eulàlia Fàbregas de Sentmenat 1964 | marbre blanc                                                    | Parc de Cervantes 41° 23′ 02″ N, 2° 06′ 26″ E / 41.38395°N,2.1071°E                                                                 | 08019/4004-1  | Serenitat (Eulàlia Fàbregas de Sentmenat) · Vegeu més fotos d'aquesta obra · Carregueu una nova foto d'aquesta obra                     |
| A Àngel Ganivet                                                                                         | | Escultor: Jaume Monràs 1965 | pedra                                                           | Parc de Cervantes 41° 23′ 01″ N, 2° 06′ 19″ E / 41.38367°N,2.10522°E                                                                | 08019/4005-1  | A Àngel Ganivet (Jaume Monràs) · Carregueu una nova foto d'aquesta obra                                                                 |
| A Concha Espina                                                                                         | | Escultor: Juan Díaz de la Campa, signada 1969 | pedra amb relleus de bronze                                     | Parc de Cervantes 41° 23′ 00″ N, 2° 06′ 19″ E / 41.3834°N,2.10522°E                                                                 | 08019/4006-1  | A Concha Espina (Juan Díaz de la Campa) · Carregueu una nova foto d'aquesta obra                                                        |
| A Ignasi Barraquer                                                                                      | | Escultor: Frederic Marès 1967, en l'actual emplaçament des de 1989 | bronze sobre pedestal de pedra                                  | Pl. Doctor Ignasi Barraquer 41° 23′ 26″ N, 2° 08′ 30″ E / 41.39045°N,2.14174°E                                                      | 08019/4008-1  | A Ignasi Barraquer (Frederic Marès) · Vegeu més fotos d'aquesta obra · Carregueu una nova foto d'aquesta obra                           |
| Tarragona                                                                                               | | Escultor: Jaume Otero, signada 1928-1929 | pedra de Montjuïc                                               | Av. Diagonal, 686, davant Palau Reial 41° 23′ 09″ N, 2° 07′ 00″ E / 41.38591°N,2.11656°E                                            | 08019/4009-1  | Tarragona (Jaume Otero) · Vegeu més fotos d'aquesta obra · Carregueu una nova foto d'aquesta obra                                       |
| L'Agricultura, Lleida                                                                                   | | Escultor: Manuel Fuxà, signada 1927 | pedra de Montjuïc                                               | Av. Diagonal, 686, davant Palau Reial 41° 23′ 09″ N, 2° 07′ 00″ E / 41.38579°N,2.11661°E                                            | 08019/4010-1  | L'Agricultura (Manel Fuxà) · Vegeu més fotos d'aquesta obra · Carregueu una nova foto d'aquesta obra                                    |
| Figura femenina                                                                                         | | Escultor: Àngel Tarrach, signada 1928-1929 | pedra de Montjuïc                                               | Av. Diagonal, 686, davant Palau Reial 41° 23′ 11″ N, 2° 07′ 04″ E / 41.38639°N,2.11784°E                                            | 08019/4011-1  | Figura femenina (Àngel Tarrach) · Vegeu més fotos d'aquesta obra · Carregueu una nova foto d'aquesta obra                               |
| Estàtua                                                                                                 | | Escultor: Enric Casanovas, signada 1928-1929 | pedra de Montjuïc                                               | Av. Diagonal, 686, davant Palau Reial 41° 23′ 12″ N, 2° 07′ 08″ E / 41.38663°N,2.11885°E                                            | 08019/4012-1  | Estàtua (Enric Casanovas) · Vegeu més fotos d'aquesta obra · Carregueu una nova foto d'aquesta obra                                     |
| A Pius XII                                                                                              | | Escultor: Julià Riu i Serra, signada 1961 | relleus ceràmics i creu de bronze, monòlit de pedra calcària    | Pl. Pius XII 41° 23′ 15″ N, 2° 07′ 21″ E / 41.38743°N,2.12257°E                                                                     | 08019/4013-1  | A Pius XII (Julià Riu i Serra) · Vegeu més fotos d'aquesta obra · Carregueu una nova foto d'aquesta obra                                |
| Creu de Pedralbes                                                                                       | | Arquitecte: Lluís Bonet i Garí 1946 | pedra                                                           | Av. Pedralbes, pl. de la Creu de Pedralbes 41° 23′ 41″ N, 2° 06′ 47″ E / 41.39469°N,2.11303°E                                       | 08019/4014-1  | Creu de Pedralbes (Lluís Bonet Garí) · Vegeu més fotos d'aquesta obra · Carregueu una nova foto d'aquesta obra                          |
| A Pearson                                                                                               | Dedicada a Frederick Stark Pearson | Escultor: Josep Viladomat, signada 1928 | bronze sobre pedestal aplacat de pedra                          | Pl. Pedralbes 41° 23′ 44″ N, 2° 06′ 51″ E / 41.39564°N,2.11424°E                                                                    | 08019/4015-1  | A Pearson (Josep Viladomat) · Vegeu més fotos d'aquesta obra · Carregueu una nova foto d'aquesta obra                                   |
| Isabel II presenta el seu fill, el futur rei Alfons XII, a Barcelona                                    | | Escultor: Agapit Vallmitjana i Barbany, signada 1861, en l'actual emplaçament des de 1925 | marbre blanc                                                    | Av. Diagonal, 686, Jardins del Palau Reial 41° 23′ 18″ N, 2° 07′ 02″ E / 41.38831°N,2.11714°E                                       | 08019/4016-1  | Isabel II presenta el seu fill (Agapit Vallmitjana i Barbany) · Vegeu més fotos d'aquesta obra · Carregueu una nova foto d'aquesta obra |
| Caseta de jocs. Kolonihaven, En el fons del mar                                                         | | Disseny: Enric Miralles, Benedetta Tagliabue, del muntatge Francesc Xavier Pigrau execució 2001, col·locació 2003, en aquest emplaçament 2008                                                                                               | fusta d'iroko                                                   | Av. Diagonal, 686, Jardins del Palau de Pedralbes 41° 23′ 17″ N, 2° 07′ 06″ E / 41.38816°N,2.11827°E                                | 08019/4016-2  | Caseta de jocs. Kolonihaven (Enric Miralles i Benedetta Tagliabue) · Carregueu una nova foto d'aquesta obra                             |
| Mediterrània                                                                                            | | Escultora: Eulàlia Fàbregas de Sentmenat 1962 | marbre blanc                                                    | Av. Diagonal, 686, Jardins del Palau Reial 41° 23′ 12″ N, 2° 07′ 06″ E / 41.3868°N,2.1182°E                                         | 08019/4017-1  | Mediterrània (Eulàlia Fàbregas de Sentmenat) · Carregueu una nova foto d'aquesta obra                                                   |
| Nu femení agenollat                                                                                     | | Escultor: Joan Borrell i Nicolau, signada 1916 | marbre blanc                                                    | Av. Diagonal, 686 (Jardins del Palau Reial) 41° 23′ 17″ N, 2° 06′ 58″ E / 41.38799°N,2.11611°E                                      | 08019/4018-1  | Nu femení agenollat (Joan Borrell) · Vegeu més fotos d'aquesta obra · Carregueu una nova foto d'aquesta obra                            |
| Antinoo                                                                                                 | | Autor anònim desconeguda | marbre blanc                                                    | Av. Diagonal, 686, Jardins del Palau Reial 41° 23′ 17″ N, 2° 06′ 57″ E / 41.38814°N,2.11592°E                                       | 08019/4019-1  | Antinoo (anònim) · Carregueu una nova foto d'aquesta obra                                                                               |
| Antinoo                                                                                                 | | Autor anònim desconeguda | marbre blanc                                                    | Av. Diagonal, 686, Jardins del Palau Reial 41° 23′ 18″ N, 2° 06′ 59″ E / 41.38845°N,2.11648°E                                       | 08019/4020-1  | Antinoo (anònim) · Carregueu una nova foto d'aquesta obra                                                                               |
| Adonis, versió de l'Adonis de Centocelle                                                                | | Autor anònim desconeguda | marbre blanc                                                    | Av. Diagonal, 686, Jardins del Palau Reial 41° 23′ 18″ N, 2° 06′ 58″ E / 41.38832°N,2.11618°E                                       | 08019/4021-1  | Adonis (anònim) · Carregueu una nova foto d'aquesta obra                                                                                |
| Adonis, versió de l'Adonis de Centocelle                                                                | | Autor anònim desconeguda | marbre blanc                                                    | Av. Diagonal, 686, Jardins del Palau Reial 41° 23′ 19″ N, 2° 07′ 00″ E / 41.38857°N,2.11678°E                                       | 08019/4022-1  | Adonis (anònim) · Carregueu una nova foto d'aquesta obra                                                                                |
| Bust de Diana                                                                                           | | Autor anònim desconeguda | marbre blanc                                                    | Av. Diagonal, 686, Jardins del Palau Reial 41° 23′ 17″ N, 2° 07′ 00″ E / 41.38793°N,2.11664°E                                       | 08019/4023-1  | Bust de Diana (anònim) · Carregueu una nova foto d'aquesta obra                                                                         |
| Bust | | Autor anònim desconeguda | marbre blanc                                                    | Av. Diagonal, 686, Jardins del Palau Reial 41° 23′ 16″ N, 2° 07′ 01″ E / 41.38788°N,2.11708°E                                       | 08019/4024-1  | Bust (anònim) · Carregueu una nova foto d'aquesta obra                                                                                  |
| La Tardor                                                                                               | | Autor anònim desconeguda | marbre blanc                                                    | Av. Diagonal, 686, Jardins del Palau Reial 41° 23′ 17″ N, 2° 07′ 01″ E / 41.38802°N,2.11688°E                                       | 08019/4025-1  | La Tardor (anònim) · Carregueu una nova foto d'aquesta obra                                                                             |
| Venus                                                                                                   | | Autor anònim desconeguda | marbre blanc                                                    | Av. Diagonal, 686, Jardins del Palau Reial 41° 23′ 18″ N, 2° 07′ 04″ E / 41.38828°N,2.11766°E                                       | 08019/4026-1  | Venus (anònim) · Carregueu una nova foto d'aquesta obra                                                                                 |
| Bust | | Autor anònim desconeguda | marbre blanc                                                    | Av. Diagonal, 686, Jardins del Palau Reial 41° 23′ 16″ N, 2° 07′ 02″ E / 41.38783°N,2.11717°E                                       | 08019/4027-1  | Bust (anònim) · Carregueu una nova foto d'aquesta obra                                                                                  |
| Bust | | Autor anònim desconeguda | marbre blanc                                                    | Av. Diagonal, 686, Jardins del Palau Reial 41° 23′ 16″ N, 2° 07′ 03″ E / 41.38786°N,2.11738°E                                       | 08019/4028-1  | Bust (anònim) · Carregueu una nova foto d'aquesta obra                                                                                  |
| Bust | | Autor anònim desconeguda | marbre blanc                                                    | Av. Diagonal, 686, Jardins del Palau Reial 41° 23′ 17″ N, 2° 07′ 03″ E / 41.38799°N,2.1176°E                                        | 08019/4030-1  | Bust (anònim) · Carregueu una nova foto d'aquesta obra                                                                                  |
| Bust | | Autor anònim desconeguda | marbre blanc                                                    | Av. Diagonal, 686, Jardins del Palau Reial 41° 23′ 17″ N, 2° 07′ 04″ E / 41.38809°N,2.11764°E                                       | 08019/4031-1  | Bust (anònim) · Carregueu una nova foto d'aquesta obra                                                                                  |
| Bust de l'emperador Caracalla                                                                           | | Autor anònim, còpia d'un original atribuït a Bartolomeo Cavaceppi data desconeguda, còpia anònima d'una de c. 1750 | marbre blanc                                                    | Av. Diagonal, 686, Jardins del Palau Reial 41° 23′ 16″ N, 2° 07′ 01″ E / 41.38782°N,2.11693°E                                       | 08019/4032-1  | Bust de l'emperador Caracalla (anònim) · Carregueu una nova foto d'aquesta obra                                                         |
| Nu | | Escultor: Enric Casanovas, signada 1930 | bronze                                                          | Av. Diagonal, 686, Jardins del Palau Reial 41° 23′ 16″ N, 2° 07′ 07″ E / 41.38778°N,2.11848°E                                       | 08019/4033-1  | Nu (Enric Casanovas) · Vegeu més fotos d'aquesta obra · Carregueu una nova foto d'aquesta obra                                          |
| Als Huntington                                                                                          | Inscripció: BARCELONA / A / A. Y A.M. HUNTINGTON / HISPANISTAS EGREGIOS / MCMLIV                                                              | Escultor: Enric Monjo, signada 1954 | medalló de bronze sobre estela de granit                        | Jardins del Monestir de Pedralbes 41° 23′ 43″ N, 2° 06′ 47″ E / 41.39516°N,2.11308°E                                                | 08019/4036-1  | Als Huntington (Enric Monjo) · Vegeu més fotos d'aquesta obra · Carregueu una nova foto d'aquesta obra                                  |
| Rombes bessons                                                                                          | | Escultor: Andreu Alfaro 1977 | alumini anoditzat                                               | Parc de Cervantes 41° 23′ 05″ N, 2° 06′ 21″ E / 41.38460693°N,2.10576206°E                                                          | 08019/4037-1  | Rombes bessons (Andreu Alfaro) · Vegeu més fotos d'aquesta obra · Carregueu una nova foto d'aquesta obra                                |
| Estàtua                                                                                                 | | Escultor: Josep Llimona, signada 1928-1929 | pedra de Montjuïc                                               | Av. Diagonal, 686, davant Palau Reial 41° 23′ 10″ N, 2° 07′ 01″ E / 41.38615°N,2.11692°E                                            | 08019/4038-1  | Estàtua (Josep Llimona) · Vegeu més fotos d'aquesta obra · Carregueu una nova foto d'aquesta obra                                       |
| Marina, La Pesca                                                                                        | | Escultor: Eusebi Arnau, signada 1928-1929 | pedra de Montjuïc                                               | Av. Diagonal, 686, davant Palau Reial 41° 23′ 13″ N, 2° 07′ 11″ E / 41.38688°N,2.11979°E                                            | 08019/4039-1  | Marina (Eusebi Arnau) · Vegeu més fotos d'aquesta obra · Carregueu una nova foto d'aquesta obra                                         |
| Conjunt d'animals                                                                                       | | Escultor: Frederic Marès Paisatge: Nicolau M. Rubió i Tudurí 1967 | pedra i marbre (relleus); bronze, pedra i marbre (escultures)   | Av. Diagonal, 639 -Jardins de Jaume Vicens i Vives- 41° 23′ 14″ N, 2° 07′ 29″ E / 41.38726°N,2.12484°E                              | 08019/4040-1  | Conjunt d'animals (Frederic Marès) · Vegeu més fotos d'aquesta obra · Carregueu una nova foto d'aquesta obra                            |
| Al Pare Manyanet                                                                                        | | Escultor: Ferran Bach-Esteve 1966 | marbre                                                          | Jardins de Joaquim Ruyra 41° 23′ 22″ N, 2° 08′ 20″ E / 41.38942°N,2.13886°E                                                         | 08019/4042-1  | Al Pare Manyanet (Ferran Bach-Esteve) · Vegeu més fotos d'aquesta obra · Carregueu una nova foto d'aquesta obra                         |
| Pau Farinetes                                                                                           | Dedicada a Pau Farinetes | Autor desconegut, reproducció en bronze de Nicolau Ortiz obra de mitjan segle xix, reconstrucció en bronze 1989 | bronze                                                          | Pl. Comas 41° 23′ 08″ N, 2° 07′ 47″ E / 41.38545°N,2.12972°E                                                                        | 08019/4045-1  | Pau Farinetes (anònim) · Vegeu més fotos d'aquesta obra · Carregueu una nova foto d'aquesta obra                                        |
| Euclidiana, Els quatre elements                                                                         | | Escultor: Luis Gueilburt, signada 1989, en l'actual emplaçament des de 1996 | acer inoxidable i peces ceràmiques sobre base de pedra calcària | Pl. de les Corts 41° 23′ 11″ N, 2° 08′ 10″ E / 41.3863°N,2.13615°E                                                                  | 08019/4046-1  | Euclidiana (Luis Gueilburt) · Vegeu més fotos d'aquesta obra · Carregueu una nova foto d'aquesta obra                                   |
| Geometria de l'Ombra                                                                                    | | Escultor: Ricard Vaccaro 1992 | acer corten i inoxidable amb llum                               | Camí de la Torre Melina, Parc de l'Àrea Olímpica de la Diagonal 41° 22′ 40″ N, 2° 06′ 33″ E / 41.37769°N,2.10924°E                  | 08019/4047-1  | Geometria de l'Ombra (Ricard Vaccaro) · Vegeu més fotos d'aquesta obra · Carregueu una nova foto d'aquesta obra                         |
| Citerea, Citera                                                                                         | | Escultora: Maria Luisa Serra Catalán, signada 1993 | acer pintat                                                     | Jardins de Clara Campoamor 41° 23′ 18″ N, 2° 07′ 46″ E / 41.38826°N,2.12936°E                                                       | 08019/4048-1  | Citerea (Maria Luisa Serra Catalán) · Vegeu més fotos d'aquesta obra · Carregueu una nova foto d'aquesta obra                           |
| Adam | | Escultor: Jacinto Bustos Vasallo, signada original c. 1968, traslladada 1993, en aquest emplaçament des de 2005 | pedra artificial, placa de llautó                               | Parc de Cervantes 41° 23′ 06″ N, 2° 06′ 20″ E / 41.38512°N,2.10569°E                                                                | 08019/4049-1  | Adam (Jacinto Bustos Vasallo) · Vegeu més fotos d'aquesta obra · Carregueu una nova foto d'aquesta obra                                 |
| La meva bèstia interior, My Inner Beast                                                                 | | Escultor: Jens Galschiot 1993, en l'actual emplaçament des de 1994 | formigó armat pintat de negre                                   | C. General Batet 41° 22′ 45″ N, 2° 06′ 29″ E / 41.3792°N,2.10817°E                                                                  | 08019/4050-1  | La meva bèstia interior (Jens Galschiot) · Vegeu més fotos d'aquesta obra · Carregueu una nova foto d'aquesta obra                      |
| Circ en ferro, Cirque en fer, Eisen-zirkus                                                              | | Escultores: Rolf Knie, Miquel Sarasate, signada 1996 | acer                                                            | C. Constança 41° 23′ 20″ N, 2° 08′ 06″ E / 41.38891°N,2.13508°E                                                                     | 08019/4051-1  | Circ en ferro (Rolf Knie i Miquel Sarasate) · Vegeu més fotos d'aquesta obra · Carregueu una nova foto d'aquesta obra                   |
| A Batista i Roca                                                                                        | | Escultor: Francesc Carulla, signada 1996 | travertí i bronze                                               | C. Batista i Roca 41° 23′ 13″ N, 2° 08′ 09″ E / 41.38684°N,2.13589°E                                                                | 08019/4052-1  | A Batista i Roca (Francesc Carulla) · Carregueu una nova foto d'aquesta obra                                                            |
| Rellotge analemàtic                                                                                     | | Idea: Eduard Farré, Carme Segura Disseny: Quim Deu 1997 | formigó, alumini, bronze i asfalt tenyit de colors              | Pl. Reina Maria Cristina 41° 23′ 19″ N, 2° 07′ 39″ E / 41.38863°N,2.12744°E                                                         | 08019/4053-1  | Rellotge analemàtic · Vegeu més fotos d'aquesta obra · Carregueu una nova foto d'aquesta obra                                           |
| A Prat de la Riba                                                                                       | | Escultor: Andreu Alfaro 1999 | pedra artificial blanca i acer inoxidable                       | C. Numància al costat de la pl. Prat de la Riba 41° 23′ 33″ N, 2° 07′ 49″ E / 41.3924°N,2.13028°E                                   | 08019/4055-1  | A Prat de la Riba (Andreu Alfaro) · Vegeu més fotos d'aquesta obra · Carregueu una nova foto d'aquesta obra                             |
| El viatger                                                                                              | | Escultor: Xavier Corberó 1992, en l'emplaçament actual des de 2001 | basalt                                                          | Av. Diagonal, davant Palau de Congressos 41° 23′ 00″ N, 2° 06′ 34″ E / 41.38347°N,2.10952°E                                         | 08019/4056-1  | El viatger (Xavier Corberó) · Carregueu una nova foto d'aquesta obra                                                                    |
| Vicenç Deu i Paussas                                                                                    | | Escultor: Josep Cardona i Furró 1907, en l'emplaçament actual 2009 | bronze                                                          | Pl. de la Concòrdia, 13 -pati posterior de Can Deu- 41° 23′ 13″ N, 2° 07′ 59″ E / 41.38699°N,2.13299°E                              | 08019/4057-1  | Vicenç Deu i Paussas (Josep Cardona i Furró) · Vegeu més fotos d'aquesta obra · Carregueu una nova foto d'aquesta obra                  |
| La Legió Còndor (desaparegut)                                                                           | En honor de nou aviadors alemanys de la Legió Còndor morts el 1939 després de bombardejar Barcelona                                           | 1941, retirada 1980 |                                                                 | Av. Diagonal | 08019/4301-1  | Carregueu una nova foto d'aquesta obra                                                                                                  |
| Monòlit de l'Onze de Setembre (desaparegut)                                                             | Desaparegut pocs dies després de l'11 de setembre de 1983                                                                                     | 1983 |                                                                 | Pl. Comas | 08019/4302-1  | Carregueu una nova foto d'aquesta obra                                                                                                  |
| Art, Ciència i Lletres                                                                                  | | Escultor: Angel Orensanz 1973, 1975 |                                                                 | Metro L3 Estació Zona Universitària -accés per av. Diagonal amb av. Dr. Marañón- 41° 23′ 03″ N, 2° 06′ 43″ E / 41.38426°N,2.11184°E | 08019/4430-1  | Art, Ciència i Lletres (Angel Orensanz) · Carregueu una nova foto d'aquesta obra                                                        |
| Sol radiant                                                                                             | | Escultor: Pedro Delso 1969 | ferro                                                           | Metro L3 Estació Les Corts -accés per Travessera de les Corts amb Joan Güell- 41° 23′ 02″ N, 2° 07′ 50″ E / 41.38393°N,2.13063°E    | 08019/4431-1  | Sol radiant (Pedro Delso) · Vegeu més fotos d'aquesta obra · Carregueu una nova foto d'aquesta obra                                     |
| Als repatriats d'Ultramar                                                                               | | Autor desconegut 1904 | pedra i maó                                                     | Cementiri de les Corts 41° 23′ 02″ N, 2° 07′ 15″ E / 41.38376°N,2.12095°E                                                           | 08019/4460-1  | Als repatriats d'Ultramar (anònim) · Carregueu una nova foto d'aquesta obra                                                             |
| A Franz Platko                                                                                          | Inscripció: AMB EL LLAVI ESQUINÇAT / LA IRONIA / ARA UN HOME HA BLOCAT 1923 / CARLES SINDREU I PONS / 2008                                    | Arquitecte: Joan Manuel Clavillé sobre un cal·ligrama de Carles Sindreu 2009 | pintura al silicat, ferro                                       | Travessera de les Corts, 72 41° 22′ 43″ N, 2° 07′ 22″ E / 41.37863°N,2.12266°E                                                      | 08019/4601-1  | A Franz Platko (Joan Manuel Clavillé) · Vegeu més fotos d'aquesta obra · Carregueu una nova foto d'aquesta obra                         |
| Jardí Tarradellas                                                                                       | | Arquitecte: Juli Capella 2011 | vegetals                                                        | Av. Josep Tarradellas amb c. Berlín i c. Marquès de Sentmenat 41° 23′ 07″ N, 2° 08′ 30″ E / 41.38523°N,2.14179°E                    | 08019/4602-1  | Jardí Tarradellas (Juli Capella) · Vegeu més fotos d'aquesta obra · Carregueu una nova foto d'aquesta obra                              |
| Font Gaudí, Font d'Hércules                                                                             | | Disseny: Antoni Gaudí 1884, restaurada 1983 | ferro forjat i pedra                                            | Av. Diagonal, 686, Jardins del Palau de Pedralbes 41° 23′ 16″ N, 2° 07′ 01″ E / 41.38781°N,2.11689°E                                | 08019/4801-1  | Font Gaudí (Antoni Gaudí) · Vegeu més fotos d'aquesta obra · Carregueu una nova foto d'aquesta obra                                     |
| Busseig                                                                                                 | | Escultor: Juan Bordes, signada Arquitectes: Oscar Tusquets, Carlos Díaz 1992 | bronze sobre base de pedra artificial negra                     | Av. de Xile 41° 22′ 35″ N, 2° 06′ 34″ E / 41.37638°N,2.10956°E                                                                      | 08019/4802-1  | Busseig · Vegeu més fotos d'aquesta obra · Carregueu una nova foto d'aquesta obra                                                       |
| Font de Carles III                                                                                      | | Disseny: Jordi Henrich i Olga Tarrasó 2003 | acer inoxidable i aigua                                         | Gran Via Carles III 41° 23′ 06″ N, 2° 07′ 38″ E / 41.38507°N,2.12732°E                                                              | 08019/4803-1  | Font de Carles III · Vegeu més fotos d'aquesta obra · Carregueu una nova foto d'aquesta obra                                            |
| Font dels Jardins dels Doctors Dolsa                                                                    | | Disseny: Agustí Pruñonosa 2003 | formigó armat i aigua                                           | Gran Via Carles III 41° 22′ 51″ N, 2° 07′ 45″ E / 41.38094°N,2.12917°E                                                              | 08019/4804-1  | Font dels Jardins dels Doctors Dolsa · Vegeu més fotos d'aquesta obra · Carregueu una nova foto d'aquesta obra                          |
| Generaciones                                                                                            | | Escultor: Pedro Barro 1976 | acer pintat sobre pedestal de formigó armat                     | C. Josep Irla, 136-138 i 140 -142, Edifici Mapfre 41° 23′ 31″ N, 2° 07′ 46″ E / 41.39181°N,2.12954°E                                | 08019/4910-1  | Generaciones (Pedro Barro) · Vegeu més fotos d'aquesta obra · Carregueu una nova foto d'aquesta obra                                    |
| La Sega                                                                                                 | | Escultor: Enric Casanovas, signada original de 1930-1942, en aquest emplaçament des de c. 1973 | marbre blanc                                                    | Av. Diagonal, 632 amb av. de Sarrià 41° 23′ 29″ N, 2° 08′ 13″ E / 41.39132°N,2.13708°E                                              | 08019/4911-1  | La Sega (Enric Casanovas) · Vegeu més fotos d'aquesta obra · Carregueu una nova foto d'aquesta obra                                     |
| Sense títol, coneguda també com Terra i Foc o El Colmillo                                               | | Escultor: Joan Gardy Artigas 1983 | formigó pintat i daurat                                         | Av. Diagonal, 621 41° 23′ 16″ N, 2° 07′ 37″ E / 41.3879°N,2.12692°E                                                                 | 08019/4912-1  | Terra i Foc (Joan Gardy Artigas) · Vegeu més fotos d'aquesta obra · Carregueu una nova foto d'aquesta obra                              |
| Jardins d'Olga Sacharoff                                                                                | | Paisatge: Marta Gabàs, Carles Casamor 1994 | marbre blanc sobre paisatge                                     | Jardins d'Olga Sacharoff 41° 23′ 28″ N, 2° 08′ 01″ E / 41.39124°N,2.1335°E                                                          | 08019/4913-1  | Jardins d'Olga Sacharoff · Vegeu més fotos d'aquesta obra · Carregueu una nova foto d'aquesta obra                                      |
| Sense títol, Dies de juny V                                                                             | | Escultor: Pablo Palazuelo 1990, en aquest emplaçament des de 1991 | acer                                                            | Av. Diagonal, 621 41° 23′ 15″ N, 2° 07′ 32″ E / 41.38748°N,2.12562°E                                                                | 08019/4914-1  | Dies de juny V (Pablo Palazuelo) · Vegeu més fotos d'aquesta obra · Carregueu una nova foto d'aquesta obra                              |
| Límit interior, Llibre obert                                                                            | | Escultor: Sergi Aguilar, signada 1987 | acer                                                            | Jardins de la Maternitat 41° 22′ 59″ N, 2° 07′ 30″ E / 41.38295°N,2.12507°E                                                         | 08019/4916-1  | Límit interior (Sergi Aguilar) · Vegeu més fotos d'aquesta obra · Carregueu una nova foto d'aquesta obra                                |
| Maternitat, Ayuda al desvalido                                                                          | | Escultora: Luisa Granero 1956, sobre un model de c. 1951 | pedra calcària                                                  | Jardins de la Maternitat 41° 22′ 55″ N, 2° 07′ 33″ E / 41.38188°N,2.12596°E                                                         | 08019/4917-1  | Maternitat (Luisa Granero) · Vegeu més fotos d'aquesta obra · Carregueu una nova foto d'aquesta obra                                    |
| Sor Antonia                                                                                             | | Escultor: Antonio Sacramento, signada 1963, adquirida 1964 | coure                                                           | Jardins de la Maternitat 41° 22′ 59″ N, 2° 07′ 28″ E / 41.38305°N,2.12451°E                                                         | 08019/4918-1  | Sor Antonia (Antonio Sacramento) · Modifica el valor a Wikidata · Carregueu una nova foto d'aquesta obra                                |
| Mare de Déu embarassada                                                                                 | | Escultor: Vicenç Navarro c. 1944 | pedra                                                           | Jardins de la Maternitat 41° 22′ 58″ N, 2° 07′ 32″ E / 41.38273°N,2.12548°E                                                         | 08019/4919-1  | Mare de Déu embarassada (Vicenç Navarro) · Carregueu una nova foto d'aquesta obra                                                       |
| Sagrat Cor                                                                                              | | Escultura: atribuïda al Taller El Arte Cristiano c. 1944 | pedra artificial                                                | Jardins de la Maternitat 41° 22′ 56″ N, 2° 07′ 30″ E / 41.3822°N,2.12512°E                                                          | 08019/4920-1  | Sagrat Cor · Vegeu més fotos d'aquesta obra · Carregueu una nova foto d'aquesta obra                                                    |
| Porta del Drac i del Jardí de les Hespèrides                                                            | | Disseny: Antoni Gaudí 1884 | ferro forjat                                                    | Av. Pedralbes 41° 23′ 22″ N, 2° 07′ 10″ E / 41.38937°N,2.11931°E                                                                    | 08019/4921-1  | Porta del Drac i del Jardí de les Hespèrides (Antoni Gaudí) · Vegeu més fotos d'aquesta obra · Carregueu una nova foto d'aquesta obra   |
| Emissor                                                                                                 | | Escultor: Manuel Clemente Ochoa, signada 1989. Temporalment desmuntada per obres al Parc Científic | acer corten sobre base de formigó armat                         | Av. Doctor Marañón, 28 -Parc Científic de Barcelona- 41° 22′ 52″ N, 2° 07′ 04″ E / 41.38114°N,2.11772°E                             | 08019/4922-1  | Carregueu una nova foto d'aquesta obra                                                                                                  |
| Monòlit                                                                                                 | | Autor desconegut 1982 | pissarra i granit                                               | Escola d'Empresarials, entrada posterior per l'aparcament 41° 23′ 06″ N, 2° 06′ 40″ E / 41.38503°N,2.11106°E                        | 08019/4923-1  | Monòlit (anònim) · Carregueu una nova foto d'aquesta obra                                                                               |
| Sant Jordi, La pintura, L'escultura                                                                     | | Escultora: Luisa Granero 1967 | bronze, al·legories de pedra                                    | C. Pau Gargallo, 4 41° 22′ 59″ N, 2° 06′ 50″ E / 41.38309°N,2.1139°E                                                                | 08019/4924-1  | Carregueu una nova foto d'aquesta obra                                                                                                  |
| Al·legoria a la vida                                                                                    | | Escultor: Xavier Corberó 1988 | acer inoxidable, marbres rosa, negre i blanc                    | Av. Diagonal, 579-585 41° 23′ 21″ N, 2° 07′ 56″ E / 41.38909°N,2.13224°E                                                            | 08019/4925-1  | Al·legoria a la vida (Xavier Corberó) · Vegeu més fotos d'aquesta obra · Carregueu una nova foto d'aquesta obra                         |
| Porta est de l'antiga Finca Güell de les Corts                                                          | | Arquitecte: Antoni Gaudí 1884 | ceràmica, maó                                                   | Av. Joan XXIII, 27-31 41° 23′ 10″ N, 2° 07′ 21″ E / 41.38601°N,2.12237°E                                                            | 08019/4926-2  | Porta est de l'antiga Finca Güell de les Corts (Antoni Gaudí) · Vegeu més fotos d'aquesta obra · Carregueu una nova foto d'aquesta obra |
| L'Avi                                                                                                   | | Escultor: Josep Viladomat 1972 | bronze                                                          | Av. Joan XXIII, entrada masia del Barça 41° 22′ 58″ N, 2° 07′ 23″ E / 41.38291°N,2.12298°E                                          | 08019/4928-1  | L'Avi (Josep Viladomat) · Vegeu més fotos d'aquesta obra · Carregueu una nova foto d'aquesta obra                                       |
| Als socis i a les penyes del Barça                                                                      | | Escultor: Josep Maria Subirachs, signada 1999 | formigó encofrat, ferro sulfatat                                | Museu Futbol Club Barcelona President Nuñez 41° 22′ 59″ N, 2° 07′ 23″ E / 41.38312°N,2.12294°E                                      | 08019/4928-2  | Als socis i a les penyes del Barça (Josep Maria Subirachs) · Vegeu més fotos d'aquesta obra · Carregueu una nova foto d'aquesta obra    |
| Projecció de l'atleta mediterrani                                                                       | | Escultor: Ferran Soriano 1997 | acer inoxidable                                                 | Museu Futbol Club Barcelona President Nuñez 41° 23′ 02″ N, 2° 07′ 23″ E / 41.38385°N,2.12303°E                                      | 08019/4928-3  | Projecció de l'atleta mediterrani (Ferran Soriano) · Vegeu més fotos d'aquesta obra · Carregueu una nova foto d'aquesta obra            |
| La Victòria                                                                                             | | Escultor: Joan Abràs 1998 | resina amb fibra de vidre, acabat bronze                        | Museu Futbol Club Barcelona President Nuñez 41° 23′ 01″ N, 2° 07′ 23″ E / 41.38364°N,2.12314°E                                      | 08019/4928-4  | La Victòria (Joan Abràs) · Vegeu més fotos d'aquesta obra · Carregueu una nova foto d'aquesta obra                                      |
| Segni del tempo 1996, Signes del temps                                                                  | | Escultor: Vittorio Amadio 1996, en aquest emplaçament des de 1999 | fusta i bronze                                                  | Museu Futbol Club Barcelona President Nuñez 41° 22′ 50″ N, 2° 07′ 28″ E / 41.38055°N,2.12449°E                                      | 08019/4928-5  | Signes del temps (Vittorio Amadio) · Vegeu més fotos d'aquesta obra · Carregueu una nova foto d'aquesta obra                            |
| Sense títol 9830                                                                                        | | Escultor: José Carlos Balanza 1999 | ferro                                                           | Museu Futbol Club Barcelona President Nuñez 41° 22′ 51″ N, 2° 07′ 31″ E / 41.38081°N,2.12522°E                                      | 08019/4928-6  | Sense títol 9830 (José Carlos Balanza) · Vegeu més fotos d'aquesta obra · Carregueu una nova foto d'aquesta obra                        |
| Olímpica                                                                                                | | Escultor: Juan Beltrán 1999 | ferro forjat pintat                                             | Museu Futbol Club Barcelona President Nuñez 41° 22′ 56″ N, 2° 07′ 20″ E / 41.38226°N,2.12219°E                                      | 08019/4928-7  | Olímpica (Juan Beltrán) · Vegeu més fotos d'aquesta obra · Carregueu una nova foto d'aquesta obra                                       |
| Cylinder 1992                                                                                           | | Escultor: Tom Carr 1992, en aquest emplaçament des de 1999 | acer inoxidable                                                 | Museu Futbol Club Barcelona President Nuñez 41° 22′ 57″ N, 2° 07′ 20″ E / 41.38243°N,2.12235°E                                      | 08019/4928-8  | Carregueu una nova foto d'aquesta obra                                                                                                  |
| Diàleg entre cultures                                                                                   | | Escultora: Elvira Fustero 1999 | ferro                                                           | Museu Futbol Club Barcelona President Nuñez 41° 22′ 57″ N, 2° 07′ 21″ E / 41.3826°N,2.12252°E                                       | 08019/4928-9  | Diàleg entre cultures (Elvira Fustero) · Vegeu més fotos d'aquesta obra · Carregueu una nova foto d'aquesta obra                        |
| Riella                                                                                                  | | Escultor: Guillem Viladot 1999 | ferro tallat                                                    | Museu Futbol Club Barcelona President Nuñez 41° 22′ 55″ N, 2° 07′ 19″ E / 41.38207°N,2.12199°E                                      | 08019/4928-10 | Riella (Guillem Viladot) · Vegeu més fotos d'aquesta obra · Carregueu una nova foto d'aquesta obra                                      |
| Òrbites centenàries                                                                                     | | Escultora: Montserrat Sastre 1999 | planxa de ferro pintada                                         | Museu Futbol Club Barcelona President Nuñez 41° 22′ 51″ N, 2° 07′ 29″ E / 41.38073°N,2.12481°E                                      | 08019/4928-11 | Òrbites centenàries (Montserrat Sastre) · Vegeu més fotos d'aquesta obra · Carregueu una nova foto d'aquesta obra                       |
| Fecunditat                                                                                              | | Escultor: Lluís Rey Polo 1997 | formigó                                                         | Museu Futbol Club Barcelona President Nuñez 41° 23′ 00″ N, 2° 07′ 24″ E / 41.38345°N,2.12324°E                                      | 08019/4928-12 | Fecunditat (Lluís Rey Polo) · Vegeu més fotos d'aquesta obra · Carregueu una nova foto d'aquesta obra                                   |
| Identitats (Ecosistema)                                                                                 | | Escultor: Lluís Barba 2000 | ciment i resines pintats                                        | Museu Futbol Club Barcelona President Nuñez 41° 22′ 48″ N, 2° 07′ 27″ E / 41.38003°N,2.12411°E                                      | 08019/4928-13 | Carregueu una nova foto d'aquesta obra                                                                                                  |
| Ritme II                                                                                                | | Escultor: Manuel Clemente Ochoa 2000 |                                                                 | Museu Futbol Club Barcelona President Nuñez 41° 22′ 51″ N, 2° 07′ 30″ E / 41.38077°N,2.12497°E                                      | 08019/4928-14 | Ritme II (Manuel Clemente Ochoa) · Vegeu més fotos d'aquesta obra · Carregueu una nova foto d'aquesta obra                              |
| Sentiment en alça                                                                                       | | Escultor: Daniel Lleixà 2002 | acer oxidat i acer inoxidable sobre bloc de formigó             | Museu Futbol Club Barcelona President Nuñez 41° 22′ 47″ N, 2° 07′ 26″ E / 41.37979°N,2.12392°E                                      | 08019/4928-15 | Sentiment en alça (Daniel Lleixà) · Vegeu més fotos d'aquesta obra · Carregueu una nova foto d'aquesta obra                             |
| El primer gest                                                                                          | | Escultora: Maïs 2000 | ferro i esmalts al foc                                          | C. Arístides Maillol, 12-18 -Museu Futbol Club Barcelona President Nuñez- 41° 22′ 51″ N, 2° 07′ 29″ E / 41.3807°N,2.12471°E         | 08019/4928-16 | El primer gest (Marisa Jorba) · Vegeu més fotos d'aquesta obra · Carregueu una nova foto d'aquesta obra                                 |
| Chiaro di Luna                                                                                          | | Escultor: Clodoveo Masciarelli 1997, en aquest emplaçament des de 2002 | ferro, coure forjat i travertí                                  | Museu Futbol Club Barcelona President Nuñez 41° 22′ 49″ N, 2° 07′ 28″ E / 41.3803°N,2.12451°E                                       | 08019/4928-17 | Chiaro di Luna (Clodoveo Masciarelli) · Vegeu més fotos d'aquesta obra · Carregueu una nova foto d'aquesta obra                         |
| Rellotge                                                                                                | | Disseny: Xavier Mariscal 1994 | bronze                                                          | C. Numància, Edifici L'Illa 41° 23′ 22″ N, 2° 07′ 59″ E / 41.38932°N,2.13313°E                                                      | 08019/4930-1  | Rellotge (Xavier Mariscal) · Vegeu més fotos d'aquesta obra · Carregueu una nova foto d'aquesta obra                                    |
| Línies al vent                                                                                          | | Escultor: Andreu Alfaro, signada Arquitectes: Federico Correa, Alfonso Milà, José Luis Sanz de Magallón 1971 | acer inoxidable                                                 | Av. Diagonal, 407, Edifici La Talaia 41° 23′ 28″ N, 2° 08′ 22″ E / 41.39106°N,2.13944°E                                             | 08019/4931-1  | Línies al vent (Andreu Alfaro) · Vegeu més fotos d'aquesta obra · Carregueu una nova foto d'aquesta obra                                |
| Rotary per la Pau                                                                                       | | Escultor: Joan Mora, signada en placa 1995 | pedra calcària negra de Calatorao i pedra blanca d'Ulldecona    | Av. Diagonal, 555, Edifici L'Illa 41° 23′ 24″ N, 2° 08′ 10″ E / 41.39004°N,2.136°E                                                  | 08019/4932-1  | Es creu que no es poden fer fotos lliures d'aquesta obra                                                                                |
| El Timbaler del Bruc                                                                                    | Rèplica del monument del Bruc, amb motiu del 172è aniversari de la batalla del Bruc                                                           | Escultor: Carlos Ochoa, signada 1980 | pedra                                                           | Av. de l'Exèrcit, 1-7, Caserna del Bruc 41° 23′ 10″ N, 2° 06′ 40″ E / 41.38605°N,2.11105°E                                          | 08019/4934-1  | El Timbaler del Bruc (segons Frederic Marès) · Carregueu una nova foto d'aquesta obra                                                   |
| A Ausiàs March                                                                                          | | Escultor: Miguel García Camacho, signada en aquest emplaçament des de 1981 | obra vista, marbre i bronze                                     | Av. d'Esplugues, 38, Institut de Batxillerat Ausiàs March 41° 23′ 11″ N, 2° 06′ 21″ E / 41.38628°N,2.10586°E                        | 08019/4935-1  | A Ausiàs March (Miguel García Camacho) · Carregueu una nova foto d'aquesta obra                                                         |
| A Ferrer i Guàrdia                                                                                      | Baix relleu fet per set estudiants de Belles Arts de Carrara (Itàlia) simbolitzant l'afusellament de Francesc Ferrer i Guàrdia el 1909.       | Dibuix original de Flavio Constantini, signada; reproduït sota la direcció de Dominique Stroobant per Federica Malatesta, Fabio Romiti, Emmanuele Greco, Riccardo Villari, Massimo Vanelli, Silvio Corsini, Rosanna Gregorace, signada 2001 | marbre blanc                                                    | Escola d'Empresarials a Zona Universitària, entrada 41° 23′ 07″ N, 2° 06′ 43″ E / 41.38535°N,2.11201°E                              | 08019/4936-1  | A Ferrer i Guàrdia · Carregueu una nova foto d'aquesta obra                                                                             |
| Cigonya                                                                                                 | | Escultora: Rosa Serra 1996 | bronze                                                          | Av. Diagonal, Edifici RACC 41° 22′ 56″ N, 2° 06′ 25″ E / 41.38219°N,2.10698°E                                                       | 08019/4938-1  | Cigonya (Rosa Serra) · Carregueu una nova foto d'aquesta obra                                                                           |
| A Salvà Campillo                                                                                        | Dedicat a Francesc Salvà i Campillo per l'Escola Tècnica Superior d'Enginyers de Telecomunicacions de la Universitat Politècnica de Catalunya | Escultora: Olga Ricart, signada 1994 | planxa d'acer                                                   | C. Jordi Girona, Campus Nord 41° 23′ 17″ N, 2° 06′ 41″ E / 41.38794°N,2.11143°E                                                     | 08019/4939-1  | A Salvà Campillo (Olga Ricart) · Vegeu més fotos d'aquesta obra · Carregueu una nova foto d'aquesta obra                                |
| Diàleg. A Ernest Lluch                                                                                  | Situada al primer pis de la Facultat, on Ernest Lluch donava classes com a catedràtic                                                         | Escultor: Ricard Vaccaro, signada 2001 | resina, base de fusta                                           | Facultat de Ciències Econòmiques 41° 23′ 10″ N, 2° 06′ 49″ E / 41.38598°N,2.11361°E                                                 | 08019/4940-1  | Es creu que no es poden fer fotos lliures d'aquesta obra                                                                                |
| A l'ombra dels grans científics                                                                         | | Idea i pintura: Vicente Ismael Iborra amb la col·laboració d'Ausías, Eduard i Astrid i l'assessorament científic de Lluís Navarro i Eva Sallent 2006, 2007                                                                                  | pintura a l'aigua sobre aglomerat de ciment i fusta             | Av. Diagonal, 645 -atri Facultats de Química i de Física- 41° 23′ 04″ N, 2° 07′ 01″ E / 41.38449°N,2.11683°E                        | 08019/4941-1  | Es creu que no es poden fer fotos lliures d'aquesta obra                                                                                |
| Boogie-Woogie                                                                                           | | Escultor: Antoni Roselló 2008 | ferro policromat                                                | Gran Via de Carles III, 79 41° 23′ 06″ N, 2° 07′ 37″ E / 41.3851°N,2.12687°E                                                        | 08019/4942-1  | Boogie-Woogie (Antoni Roselló) · Vegeu més fotos d'aquesta obra · Carregueu una nova foto d'aquesta obra                                |